# Култура поља са урнама
Култура поља са урнама је култура позног бронзаног доба, током које се формирају некрополе које су равна поља са урнама без надземне конструкције, по чему је и добила име. Носиоци ове културе су директни наследници културе тумула.
Прелаз између култура је постепен, како у грнчарству тако и у обредима сахрањивања, док су у неким деловима Немачке кремација и инхуманација постојале истовремено.
Број насеља у односу на културу Тумула се нагло повећао, а појављују се и први градови. 
Били су јако утврђени са бедемима који су били направљени зависно од локално доступних материјала. То су били зодиви од сувог камена, дрвеће испуњено камењем или земљом, или утврђења типа палисада. Често су позиционирани на врховима брда који су имали већи број чврстих објеката.
Одлике Урненфелдер периода су: металуршка револуција као и велики број остава и металних предмета који потичу из овог периода.

## Фазе културе поља са урнама
У оквиру културе поља са урнама издвојено је 5 фаза које су идентичне са Рајнекеовом поделом.
Класичан Уренфелдер почиње у фази Халштат А1. Тада продире и на територију Балкана, захватајући Посавину и део Војводине. Источно од тога губи специфичне црте. Граница до које допире у чистом облику је између Саве и Дунава.
| Фаза       | Датуми п. н. е. |
| ---------- | --------------- |
| Бронза Д   | 1300-1200       |
| Халштат А1 | 1200-1100       |
| Халштат А2 | 1100-1000       |
| Халштат Б1 | 1000-800        |
| Халштат Б2 | 900-800         |
| Халштат Б3 | 800-750         |

Формирају се три велике културне целине:
1. Лужичка у Пољској и северној Немачкој
2. Јужнонемачке и Рајнске културе у Немачкој, од Рајне до Тирола
3. Средњоподунавска у Аустрији, Моравској, Словачкој, западној Мађарској, Словенији[1] и северозападном Балкану (вировитичка, загребачка, великогоричка и даљска културна група).

Продор Урненфелдер културе у југисточну Европу проузрокован је и јачањем Лужичке културе.

## Оставе и некрополе
Оставе и некрополе представљају главни извори покретног материјала.
Можемо разликовати:
- Старије фазе 2 и 3 које припадају Халштат А1, А2
- Млађе фазе 4 - 5 које припадају Халштат Б1, Б2

У старијим фазама урне немају заштитну конструкцију, постављене су у правилне редове са одређеном оријентацијом. Јавља се нека врста камених сандука.
У млађим фазама урне су заштићене венцем од облутака или неком врстом сухозида. Често је сама урна покривена каменом плочом или стоји на њој. Урне нису у правилним редовима, него су у групама. У фази В појављују се минијатурни толоси.

## Керамика
За фазу 2 карактеристичне су неукрашене, биконичне посуде мрко-црне боје.
У фази 3 јављају се шире урне са цилиндричним вратом, као гробни прилози разне зделе, биконичне са једном дршком, са увученим ободом и једном ушицом, поклопци за урне, оштро профилисане шоље са вертикалном дршком која прелази обод.
У млађој фази карактеристичне су крушколике урне са 2 или 4 наспрамне ушице, на трбуху, као и зделе у виду турбана са тордираним ободом.

## Метални налази
Од металних налаза јављају се:
- секире са тулцем и лучном сечицом (келтови)
- мачеви са језичком,
- бријачи полумесечастог облика
- пљоснате стреле од бронзаног лима са трном за усађивање

Од накита карактеристични су привесци који могу бити: зооморфни, у облику стилизоване људске фигуре, имеле, троугаони привесци и у облику лабриса.
Метални налази који се јављају у млађој фази су:
- мач са антеном профилисаног балчака, украшен волутама
- криви ножеви
- фибуле у облику харфе

Карактеристичне су и металне посуде, казанчићи са аплицираним дршкама.